# Maksymilian Biennenstock
Maksymilian Jakub Biennenstock, również Bienenstok (ur. 24 marca 1881 w Tarnowie, zm. 20 marca 1923 we Lwowie) – żydowski publicysta, tłumacz, literat, pedagog, działacz społeczny, senator I kadencji (zmarł w trakcie kadencji).

## Życiorys
Ukończył gimnazjum w Tarnowie, od 1904 studiował prawo i filozofię na uniwersytetach Lwowskim i Jagiellońskim (dr filozofii).
Należał do Żydowskiej Rady Wyznaniowej w Stryju, Towarzystwa Nauczycieli Szkół Wyższych, Żydowskiego Towarzystwa Oświatowego „Toynbee Hala” w Krakowie, Lwowie i Stryju (1904–1919). Pracował jako dyrektor konsumu żydowskiego w Stryju i dyrektor pomocy kredytowej dla urzędników we Lwowie, gdzie był też członkiem wydziału centralnego Żydowskiego Komitetu Ratunkowego.
Był również członkiem Komitetu Centralnego Syjonistycznej Partii Pracy „Hitachdut” i członkiem egzekutywy partii syjonistycznej dla wschodniej Małopolski (referent prasowy). W 1919 w czasie wojny polsko-ukraińskiej internowany przez 3 tygodnie przez władze polskie we Lwowie.
Był nauczycielem w polskich gimnazjach w Wadowicach i Stryju, jak również autorem kilku książek oraz artykułów z dziedziny literatury, sztuki i pedagogiki, opublikowanych w wielu pismach polskich, żydowskich i niemieckich, i tłumaczem Nie-Boskiej komedii Zygmunta Krasińskiego (1912, na język niemiecki) oraz Wyboru pism Sørena Kierkegaarda (1914, na język polski).
Wybrany do Senatu został z listy nr 24 (Komitet Zjednoczonych Stronnictw Narodowo-Żydowskich), woj. lwowskie; członek Klubu Związku Żydowskich Posłów i Senatorów Małopolski Wschodniej — frakcja Hitachduth). Faktycznie nie podjął obowiązków senatora ze względu na ciężką chorobę. Jego miejsce zajął Jakub Bodek.